# Герб Куявско-Поморского воеводства
Герб Куявско-Поморского воеводства (пол. Herb Województwa Kujawsko-Pomorskiego) — один из официальных символов Куявско-Поморского воеводства Польши. Утверждён Постановлением Сеймика Куявско-Поморского воеводства № 444/2000 от 10 июля 2000 года.

## Описание
Описание герба Куявско-Поморского воеводства:

В поле серебряном щита гербового находится полуорёл красный, обращённый вправо, с клювом, языком и когтями золотыми, и полулев чёрный, обращённый влево, с языком красным и чёрными когтями, на головах полуорла и полульва золотая открытая корона с помещёнными в неё камнями красного цвета.
Оригинальный текст (пол.)W polu srebrnym tarczy herbowej znajduje się połuorzeł czerwony zwrócony w prawo o dziobie, języku i pazurach złotych i połulew czarny zwrócony w lewo o języku czerwonym i pazurach czarnych, na głowach połuorła i połulwa złota korona otwarta z umieszczonymi w niej klejnotami w kolorze czerwonym.— Insygnia Województwa. Herb Województwa Kujawsko-Pomorskiego.